# Tacoronte (kommunhuvudort)
Tacoronte är en kommunhuvudort i Spanien.   Den ligger i provinsen Provincia de Santa Cruz de Tenerife och regionen Kanarieöarna, i den sydvästra delen av landet, 1 800 km sydväst om huvudstaden Madrid. Tacoronte ligger 569 meter över havet och antalet invånare är 23 562. Den ligger på ön Teneriffa.
Terrängen runt Tacoronte är kuperad åt nordost, men åt sydväst är den bergig. Havet är nära Tacoronte åt nordväst.Runt Tacoronte är det tätbefolkat, med 427 invånare per kvadratkilometer. Närmaste större samhälle är La Laguna, 8,8 km öster om Tacoronte. Trakten runt Tacoronte består till största delen av jordbruksmark.